# Lars Stalin
Lars Alexis Stalin, född 14 april 1924 i Stockholm, död 11 april 1993 i Åsenhöga församling, Jönköpings län, var en svensk arkitekt.
Stalin, som var son till järnhandlaren Alexis Stalin och Märta Nordström, avlade studentexamen 1943, och utexaminerades från Kungliga Tekniska högskolan 1955. Han var anställd på Sven Markelius arkitektkontor i Stockholm 1951–1952, på Birger Borgströms arkitektkontor i Jönköping 1953–1957 och på länsarkitektkontoret i Jönköping 1957–1960. Han innehade eget arkitektkontor från 1953 och ateljé för konsthantverk från 1955.
Stalin var huvudredaktör för tidskriften Blandaren 1947–1953 och 1956, kulturskribent i Jönköpings-Posten från 1959, konstkritiker där från 1960 samt tecknare i dags- och veckopress (signatur Josef). Han ritade bostadsområden (bland annat Råslätt i Jönköping, Trasten i Gislaved och Furuhall i Gnosjö). Han ritade även Törestorps kyrka (1953) samt utförde kyrkorestaureringar (bland annat Vrigstad, Norra och Södra Unnaryds samt Kulltorps kyrkor). Han utförde även en skulpterad portal i Sofiakyrkan i Jönköping samt målningar i Norra Unnaryds och Mo kyrkor). Han är representerad med teckningar och collage i Nationalmuseums samlingar. Han var kommissarie för diverse utställningar; Studentutställningen i Stockholm 1949, Svenska Arkitekters Riksförbunds paviljong på H55-utställningen och Kristen konst på Elmia 1962. Han skrev Bostadskostnad (1969).